# 風見しんごの住まいるaGOGOGO!!
風見しんごの住まいるaGOGOGO!!（かざみしんごのすまいるアゴーゴーゴー!!）は、テレビ埼玉が製作していた住宅情報番組。2003年4月放送開始。ポラスグループ一社提供番組で、風見しんご初の冠番組でもある。
千葉テレビ放送にもネットしていた。

## 概要
出演者は風見しんご、仲田真紀子、小島めぐみの3人。
各人が住宅に実際に行ってリポートをする。
| スタブアイコン | サブスタブ | この項目は、まだ閲覧者の調べものの参照としては役立たない、テレビ番組に関連した書きかけの項目です。この項目を加筆・訂正などしてくださる協力者を求めています（P:テレビ/PJ:放送または配信の番組）。 |